# Barry Ferguson
Barry Ferguson (Glasgow, 2 febbraio 1978) è un allenatore di calcio ed ex calciatore scozzese, di ruolo centrocampista.
Dal 17 giugno 2006 è membro dell'Ordine dell'Impero britannico. E lo zio di Lewis Ferguson.

## Caratteristiche
Calciatore dotato di una buona tecnica individuale, ma soprattutto di resistenza e controllo di palla, poteva essere impiegato sia nel ruolo di regista sia in quello di mezzala destra.

## Carriera

### Club
Nativo di Glasgow, ha sempre militato come centrocampista nei Rangers fin dalle giovanili, fatta eccezione per un biennio trascorso nella Premier League inglese con la maglia del Blackburn Rovers.
È il più giovane capitano della storia dei Rangers. Analogo ruolo riveste nella Nazionale scozzese, nella quale esordì nel 1999.
Da sempre tifoso dei Rangers, Ferguson esordì in prima squadra a 19 anni, nell'ultima giornata del campionato 1996/97 contro gli Hearts: la sua prestazione gli valse il riconoscimento di Man of the Match. Il nuovo tecnico Dick Advocaat, che arrivò nell'estate del 1998 al club, fece di Ferguson uno dei punti fermi della squadra, della quale a 23 anni divenne capitano e, con la fascia al braccio, condusse al double Coppa di Lega / Coppa di Scozia e, l'anno seguente, con McLeish in panchina, addirittura al treble.
Nel 2003 Barry Ferguson fu di fatto costretto a trasferirsi, a causa della crisi finanziaria cui la gestione economica di Advocaat aveva condotto i Rangers. Il capitano firmò un contratto biennale con gli inglesi del Blackburn Rovers, che pagarono al club scozzese una buonuscita di 7,5 milioni di sterline (circa 11 milioni di euro). L'inizio a Blackburn fu difficile, ma dopo una vittoria a Birmingham contro il City nel dicembre 2003, conseguita anche con un suo goal, sembrò che le cose potessero migliorare sia per il giocatore che per la squadra. Invece, poche settimane dopo, nel corso di un incontro vinto al St. James's Park di Newcastle contro lo United, Ferguson si procurò una gravissima lesione al ginocchio che gli fece saltare l'intero prosieguo di stagione.
Lo scozzese Graeme Souness, allenatore del Blackburn, assegnò nell'estate del 2004 la fascia da capitano al suo connazionale Ferguson. Questi si adattò bene al calcio della Premier League nonostante i limiti tecnici della squadra e il cambio di tecnico in corsa (Souness venne rimpiazzato da Mark Hughes).
Nel gennaio del 2005 Ferguson chiese alla società del Blackburn di essere ceduto e di poter tornare a giocare in Scozia. Poco dopo i Rovers trovarono un accordo con i Rangers sulla base di sette milioni di euro ed il calciatore tornò quindi nel suo club di origine. Tra i motivi del ritorno in Scozia, Ferguson addusse anche quello per cui «nessun derby del Lancashire avrà mai il fascino dell'Old Firm».
Ferguson tornò in campo in tempo per vincere il double del 2005, anche se per quella stagione non vestì la fascia da capitano, che non gli fu riassegnata fino alla stagione successiva. Nel frattempo Berti Vogts, all'epoca commissario tecnico, lo fece capitano della nazionale scozzese.
I problemi non terminarono per Ferguson dopo il suo ritorno ai Rangers. A parte un infortunio alla caviglia che si stava trascinando già dai tempi del Blackburn, e per il quale aveva dichiarato nel maggio 2006 che avrebbe dovuto operarsi già da tempo, il nuovo tecnico Le Guen, in carica per soli sei mesi dal luglio 2006 al gennaio 2007, mal sopportando la leadership del giocatore, gli tolse il 1º gennaio 2007 la fascia di capitano e lo mise fuori squadra con l'accusa di minare la sua autorità in seno alla squadra e di boicottare il suo progetto tecnico. Ferguson, che nel frattempo era stato insignito dell'onorificenza di Membro dell'Impero Britannico, ricevette la solidarietà del compagno di squadra Kris Boyd al termine dell'incontro vinto contro il Motherwell per 1-0. Questi mostrò il segno 6 con le dita, il numero di gara di Ferguson. Dopo le dimissioni - avvenute il 4 gennaio - di Le Guen, il nuovo tecnico Walter Smith ridiede subito a Ferguson la fascia di capitano. Il 14 maggio 2008, nella finale di Coppa UEFA perse contro lo Zenit San Pietroburgo, Ferguson ha collezionato la sua 400ª presenza con la maglia dei Rangers.
Il 3 aprile 2009, la società gli ha tolto la fascia di capitano e lo ha sospeso per 2 settimane, senza stipendio, in seguito ai comportamenti scorretti tenuti da Ferguson dopo la partita persa 3-0 dalla Nazionale scozzese contro i Paesi Bassi.
Il 17 luglio 2009 venne acquistato per circa due milioni di euro dal Birmingham City, club militante in Premier League. Fece il suo esordio con la nuova maglia il 16 agosto seguente, nella partita persa 0-1 sul campo del Manchester United.

### Nazionale
Conta 45 presenze di cui 28 indossando la fascia di capitano e 3 gol con la selezione del suo Paese. Non ha ancora preso parte alla fase finale del campionato del mondo o d'Europa.
In Nazionale Ferguson fece il suo esordio il 28 settembre 1998 contro la Lituania all'età di 20 anni.
Un infortunio gli impedì di giocare altre partite con la nazionale per quasi un anno. Tornò il 4 settembre 1999 in una partita contro la Bosnia ed Erzegovina.
È sempre stato considerato bandiera ed elemento fondamentale di questa squadra, nel 2004 venne eletto capitano e mantenne l'incarico fino al 3 aprile 2009 quando è stato bandito per sempre dalla nazionale scozzese in seguito a molteplici comportamenti antisportivi.

## Statistiche

### Presenze e reti nei club
| Stagione               | Squadra                | Campionato             | Campionato | Campionato | Coppe nazionali | Coppe nazionali | Coppe nazionali | Coppe continentali | Coppe continentali | Coppe continentali | Altre coppe | Altre coppe | Altre coppe | Totale | Totale |
| Stagione               | Squadra                | Comp                   | Pres       | Reti       | Comp            | Pres            | Reti            | Comp               | Pres               | Reti               | Comp        | Pres        | Reti        | Pres   | Reti   |
| ---------------------- | ---------------------- | ---------------------- | ---------- | ---------- | --------------- | --------------- | --------------- | ------------------ | ------------------ | ------------------ | ----------- | ----------- | ----------- | ------ | ------ |
| 1995-1996              | Rangers                | SPL                    | 0          | 0          | SC+SLC          | 0+0             | 0+0             | UCL                | 1                  | 0                  | -           | -           | -           | 1      | 0      |
| 1996-1997              | Rangers                | SPL                    | 1          | 0          | SC+SLC          | 0+0             | 0+0             | -                  | -                  | -                  | -           | -           | -           | 1      | 0      |
| 1997-1998              | Rangers                | SPL                    | 7          | 0          | SC+SLC          | 3+0             | 0+0             | -                  | -                  | -                  | -           | -           | -           | 10     | 0      |
| 1998-1999              | Rangers                | SPL                    | 23         | 1          | SC+SLC          | 3+4             | 0+1             | CU                 | 10                 | 0                  | -           | -           | -           | 40     | 2      |
| 1999-2000              | Rangers                | SPL                    | 31         | 4          | SC+SLC          | 5+1             | 1+0             | UCL+CU             | 10+2               | 0+0                | -           | -           | -           | 49     | 5      |
| 2000-2001              | Rangers                | SPL                    | 30         | 2          | SC+SLC          | 3+3             | 1+1             | UCL+CU             | 10+1               | 0+0                | -           | -           | -           | 47     | 4      |
| 2001-2002              | Rangers                | SPL                    | 22         | 1          | SC+SLC          | 5+3             | 2+1             | UCL+CU             | 2+7                | 0+2                | -           | -           | -           | 39     | 6      |
| 2002-2003              | Rangers                | SPL                    | 36         | 16         | SC+SLC          | 6+4             | 2+0             | CU                 | 2                  | 0                  | -           | -           | -           | 48     | 18     |
| 2003-2004              | Rangers                | SPL                    | 3          | 0          | SC+SLC          | 0+0             | 0+0             | UCL                | 2                  | 0                  | -           | -           | -           | 5      | 0      |
| 2003-2004              | Blackburn              | PL                     | 15         | 1          | FACup+CdL       | 0+1             | 1+0             | -                  | -                  | -                  | -           | -           | -           | 16     | 2      |
| 2004-2005              | Blackburn              | PL                     | 21         | 2          | FACup+CdL       | 1+0             | 0+0             | -                  | -                  | -                  | -           | -           | -           | 22     | 2      |
| Totale Blackburn       | Totale Blackburn       | Totale Blackburn       | 36         | 3          |                 | 2               | 1               |                    | -                  | -                  |             | -           | -           | 38     | 4      |
| 2004-2005              | Rangers                | SPL                    | 13         | 2          | SC+SLC          | 0+1             | 0+0             | -                  | -                  | -                  | -           | -           | -           | 14     | 2      |
| 2005-2006              | Rangers                | SPL                    | 32         | 5          | SC+SLC          | 2+2             | 0+0             | UCL                | 10                 | 0                  | -           | -           | -           | 46     | 5      |
| 2006-2007              | Rangers                | SPL                    | 32         | 4          | SC+SLC          | 1+0             | 0+0             | CU                 | 8                  | 3                  | -           | -           | -           | 41     | 7      |
| 2007-2008              | Rangers                | SPL                    | 38         | 7          | SC+SLC          | 3+3             | 0+1             | UCL+CU             | 10+8               | 1+0                | -           | -           | -           | 62     | 9      |
| 2008-2009              | Rangers                | SPL                    | 22         | 2          | SC+SLC          | 3+2             | 0+0             | -                  | -                  | -                  | -           | -           | -           | 27     | 2      |
| Totale Rangers         | Totale Rangers         | Totale Rangers         | 290        | 44         |                 | 59              | 10              |                    | 82                 | 6                  |             | -           | -           | 431    | 60     |
| 2009-2010              | Birmingham City        | PL                     | 37         | 0          | FACup+CdL       | 5+1             | 2+0             | -                  | -                  | -                  | -           | -           | -           | 43     | 2      |
| 2010-2011              | Birmingham City        | PL                     | 35         | 0          | FACup+CdL       | 1+5             | 0+0             | -                  | -                  | -                  | -           | -           | -           | 41     | 0      |
| Totale Birmingham City | Totale Birmingham City | Totale Birmingham City | 72         | 0          |                 | 12              | 2               |                    | -                  | -                  |             | -           | -           | 84     | 2      |
| 2011-2012              | Blackpool              | FLC                    | 4          | 1          | FACup+CdL       | 0+0             | 0+0             | -                  | -                  | -                  | PO          | 3           | 0           | 45     | 1      |
| 2012-gen. 2013         | Blackpool              | FLC                    | 19         | 0          | FACup+CdL       | 0+1             | 0+0             | -                  | -                  | -                  | -           | -           | -           | 20     | 0      |
| gen.-giu. 2013         | Fleetwood Town         | FL2                    | 6          | 0          | FACup+CdL       | 1+0             | 0+0             | -                  | -                  | -                  | -           | -           | -           | 8      | 0      |
| 2013-2014              | Blackpool              | FLC                    | 19         | 0          | FACup+CdL       | 1+1             | 0+0             | -                  | -                  | -                  | -           | -           | -           | 21     | 0      |
| Totale Blackpool       | Totale Blackpool       | Totale Blackpool       | 80         | 1          |                 | 3               | 0               |                    | -                  | -                  |             | 3           | 0           | 86     | 1      |
| 2014-2015              | Clyde                  | SL2                    | 1          | 0          | SC+SLC          | 0+0             | 0+0             | -                  | -                  | -                  | -           | -           | -           | 1      | 0      |
| Totale carriera        | Totale carriera        | Totale carriera        | 485        | 47         |                 | 78              | 13              |                    | 82                 | 7                  |             | 3           | 0           | 648    | 67     |

### Presenze e reti in nazionale
| Cronologia completa delle presenze e delle reti in nazionale ― Scozia | Cronologia completa delle presenze e delle reti in nazionale ― Scozia | Cronologia completa delle presenze e delle reti in nazionale ― Scozia | Cronologia completa delle presenze e delle reti in nazionale ― Scozia | Cronologia completa delle presenze e delle reti in nazionale ― Scozia | Cronologia completa delle presenze e delle reti in nazionale ― Scozia | Cronologia completa delle presenze e delle reti in nazionale ― Scozia | Cronologia completa delle presenze e delle reti in nazionale ― Scozia |
| Data                                                                  | Città                                                                 | In casa                                                               | Risultato                                                             | Ospiti                                                                | Competizione                                                          | Reti                                                                  | Note                                                                  |
| --------------------------------------------------------------------- | --------------------------------------------------------------------- | --------------------------------------------------------------------- | --------------------------------------------------------------------- | --------------------------------------------------------------------- | --------------------------------------------------------------------- | --------------------------------------------------------------------- | --------------------------------------------------------------------- |
| 5-9-1998                                                              | Vilnius                                                               | Lituania                                                              | 0 – 0                                                                 | Scozia                                                                | Qual. Euro 2000                                                       | -                                                                     | 55’                                                                   |
| 4-9-1999                                                              | Sarajevo                                                              | Bosnia ed Erzegovina                                                  | 1 – 2                                                                 | Scozia                                                                | Qual. Euro 2000                                                       | -                                                                     | 69’                                                                   |
| 8-9-1999                                                              | Tallinn                                                               | Estonia                                                               | 0 – 0                                                                 | Scozia                                                                | Qual. Euro 2000                                                       | -                                                                     | 66’                                                                   |
| 13-11-1999                                                            | Glasgow                                                               | Scozia                                                                | 0 – 2                                                                 | Inghilterra                                                           | Qual. Euro 2000                                                       | -                                                                     | 40’                                                                   |
| 17-11-1999                                                            | Londra                                                                | Inghilterra                                                           | 0 – 1                                                                 | Scozia                                                                | Qual. Euro 2000                                                       | -                                                                     |                                                                       |
| 29-3-2000                                                             | Glasgow                                                               | Scozia                                                                | 0 – 2                                                                 | Francia                                                               | Amichevole                                                            | -                                                                     |                                                                       |
| 30-5-2000                                                             | Dublino                                                               | Irlanda                                                               | 1 – 2                                                                 | Scozia                                                                | Amichevole                                                            | 1                                                                     | 83’                                                                   |
| 2-9-2000                                                              | Riga                                                                  | Lettonia                                                              | 0 – 1                                                                 | Scozia                                                                | Qual. Mondiali 2002                                                   | -                                                                     |                                                                       |
| 15-11-2000                                                            | Glasgow                                                               | Scozia                                                                | 0 – 2                                                                 | Australia                                                             | Amichevole                                                            | -                                                                     |                                                                       |
| 24-3-2001                                                             | Glasgow                                                               | Scozia                                                                | 2 – 2                                                                 | Belgio                                                                | Qual. Mondiali 2002                                                   | -                                                                     |                                                                       |
| 21-8-2002                                                             | Glasgow                                                               | Scozia                                                                | 0 – 1                                                                 | Danimarca                                                             | Amichevole                                                            | -                                                                     |                                                                       |
| 7-9-2002                                                              | Toftir                                                                | Fær Øer                                                               | 2 – 2                                                                 | Scozia                                                                | Qual. Euro 2004                                                       | 1                                                                     |                                                                       |
| 12-10-2002                                                            | Reykjavík                                                             | Islanda                                                               | 0 – 2                                                                 | Scozia                                                                | Qual. Euro 2004                                                       | -                                                                     |                                                                       |
| 12-2-2003                                                             | Glasgow                                                               | Scozia                                                                | 0 – 2                                                                 | Irlanda                                                               | Amichevole                                                            | -                                                                     | 64’                                                                   |
| 29-3-2003                                                             | Glasgow                                                               | Scozia                                                                | 2 – 1                                                                 | Islanda                                                               | Qual. Euro 2004                                                       | -                                                                     |                                                                       |
| 20-8-2003                                                             | Oslo                                                                  | Norvegia                                                              | 0 – 0                                                                 | Scozia                                                                | Amichevole                                                            | -                                                                     |                                                                       |
| 6-9-2003                                                              | Glasgow                                                               | Scozia                                                                | 3 – 1                                                                 | Fær Øer                                                               | Qual. Euro 2004                                                       | -                                                                     | Cap.                                                                  |
| 10-9-2003                                                             | Dortmund                                                              | Germania                                                              | 2 – 1                                                                 | Scozia                                                                | Qual. Euro 2004                                                       | -                                                                     | 54’                                                                   |
| 11-10-2003                                                            | Glasgow                                                               | Scozia                                                                | 1 – 0                                                                 | Lituania                                                              | Qual. Euro 2004                                                       | -                                                                     | Cap.                                                                  |
| 15-11-2003                                                            | Glasgow                                                               | Scozia                                                                | 1 – 0                                                                 | Paesi Bassi                                                           | Qual. Euro 2004                                                       | -                                                                     | Cap.                                                                  |
| 19-11-2003                                                            | Amsterdam                                                             | Paesi Bassi                                                           | 6 – 0                                                                 | Scozia                                                                | Qual. Euro 2004                                                       | -                                                                     | Cap. 4’                                                               |
| 18-8-2004                                                             | Glasgow                                                               | Scozia                                                                | 0 – 3                                                                 | Ungheria                                                              | Amichevole                                                            | -                                                                     | Cap. 71’                                                              |
| 3-9-2004                                                              | Valencia                                                              | Spagna                                                                | 1 – 1                                                                 | Scozia                                                                | Amichevole                                                            | -                                                                     | Cap.                                                                  |
| 8-9-2004                                                              | Glasgow                                                               | Scozia                                                                | 0 – 0                                                                 | Slovenia                                                              | Qual. Mondiali 2006                                                   | -                                                                     | Cap.                                                                  |
| 9-10-2004                                                             | Glasgow                                                               | Scozia                                                                | 0 – 1                                                                 | Norvegia                                                              | Qual. Mondiali 2006                                                   | -                                                                     | Cap.                                                                  |
| 13-10-2004                                                            | Chișinău                                                              | Moldavia                                                              | 1 – 1                                                                 | Scozia                                                                | Qual. Mondiali 2006                                                   | -                                                                     | Cap.                                                                  |
| 26-3-2005                                                             | Milano                                                                | Italia                                                                | 2 – 0                                                                 | Scozia                                                                | Qual. Mondiali 2006                                                   | -                                                                     | Cap.                                                                  |
| 4-6-2005                                                              | Glasgow                                                               | Scozia                                                                | 2 – 0                                                                 | Moldavia                                                              | Qual. Mondiali 2006                                                   | -                                                                     | Cap.                                                                  |
| 8-6-2005                                                              | Minsk                                                                 | Bielorussia                                                           | 0 – 0                                                                 | Scozia                                                                | Qual. Mondiali 2006                                                   | -                                                                     | Cap.                                                                  |
| 3-9-2005                                                              | Glasgow                                                               | Scozia                                                                | 1 – 1                                                                 | Italia                                                                | Qual. Mondiali 2006                                                   | -                                                                     | Cap. 25’                                                              |
| 7-9-2005                                                              | Oslo                                                                  | Norvegia                                                              | 1 – 2                                                                 | Scozia                                                                | Qual. Mondiali 2006                                                   | -                                                                     | Cap.                                                                  |
| 8-10-2005                                                             | Glasgow                                                               | Scozia                                                                | 0 – 1                                                                 | Bielorussia                                                           | Qual. Mondiali 2006                                                   | -                                                                     | Cap. 78’                                                              |
| 1-3-2006                                                              | Glasgow                                                               | Scozia                                                                | 1 – 3                                                                 | Svizzera                                                              | Amichevole                                                            | -                                                                     | Cap. 46’                                                              |
| 7-10-2006                                                             | Glasgow                                                               | Scozia                                                                | 1 – 0                                                                 | Francia                                                               | Qual. Euro 2008                                                       | -                                                                     | Cap.                                                                  |
| 11-10-2006                                                            | Kiev                                                                  | Ucraina                                                               | 2 – 0                                                                 | Scozia                                                                | Qual. Euro 2008                                                       | -                                                                     | Cap.                                                                  |
| 24-3-2007                                                             | Glasgow                                                               | Scozia                                                                | 2 – 1                                                                 | Georgia                                                               | Qual. Euro 2008                                                       | -                                                                     | Cap. 90+3’                                                            |
| 28-3-2007                                                             | Bari                                                                  | Italia                                                                | 2 – 0                                                                 | Scozia                                                                | Qual. Euro 2008                                                       | -                                                                     | Cap.                                                                  |
| 30-5-2007                                                             | Vienna                                                                | Austria                                                               | 0 – 1                                                                 | Scozia                                                                | Amichevole                                                            | -                                                                     | Cap.                                                                  |
| 6-6-2007                                                              | Toftir                                                                | Fær Øer                                                               | 0 – 2                                                                 | Scozia                                                                | Qual. Euro 2008                                                       | -                                                                     | Cap. 74’                                                              |
| 12-9-2007                                                             | Parigi                                                                | Francia                                                               | 0 – 1                                                                 | Scozia                                                                | Qual. Euro 2008                                                       | -                                                                     | Cap.                                                                  |
| 13-10-2007                                                            | Glasgow                                                               | Scozia                                                                | 3 – 1                                                                 | Ucraina                                                               | Qual. Euro 2008                                                       | -                                                                     | Cap. 45+4’                                                            |
| 17-10-2007                                                            | Tbilisi                                                               | Georgia                                                               | 2 – 0                                                                 | Scozia                                                                | Qual. Euro 2008                                                       | -                                                                     | Cap.                                                                  |
| 17-11-2007                                                            | Glasgow                                                               | Scozia                                                                | 1 – 2                                                                 | Italia                                                                | Qual. Euro 2008                                                       | 1                                                                     | Cap.                                                                  |
| 19-11-2008                                                            | Glasgow                                                               | Scozia                                                                | 0 – 1                                                                 | Argentina                                                             | Amichevole                                                            | -                                                                     | Cap. 59’                                                              |
| 28-3-2009                                                             | Amsterdam                                                             | Paesi Bassi                                                           | 3 – 0                                                                 | Scozia                                                                | Qual. Mondiali 2010                                                   | -                                                                     | Cap.                                                                  |
| Totale                                                                |                                                                       | Presenze                                                              | 45                                                                    |                                                                       | Reti                                                                  | 3                                                                     |                                                                       |

### Statistiche da allenatore
Statistiche aggiornate al 19 maggio 2025. In grassetto le competizioni vinte.
| Stagione            | Squadra             | Campionato          | Campionato | Campionato | Campionato | Campionato | Coppe nazionali | Coppe nazionali | Coppe nazionali | Coppe nazionali | Coppe nazionali | Coppe continentali | Coppe continentali | Coppe continentali | Coppe continentali | Coppe continentali | Altre coppe | Altre coppe | Altre coppe | Altre coppe | Altre coppe | Totale | Totale | Totale | Totale | % Vittorie | Piazzamento |
| Stagione            | Squadra             | Comp                | G          | V          | N          | P          | Comp            | G               | V               | N               | P               | Comp               | G                  | V                  | N                  | P                  | Comp        | G           | V           | N           | P           | G      | V      | N      | P      | %          | Piazzamento |
| ------------------- | ------------------- | ------------------- | ---------- | ---------- | ---------- | ---------- | --------------- | --------------- | --------------- | --------------- | --------------- | ------------------ | ------------------ | ------------------ | ------------------ | ------------------ | ----------- | ----------- | ----------- | ----------- | ----------- | ------ | ------ | ------ | ------ | ---------- | ----------- |
| gen.-giu. 2014      | Blackpool           | FLC                 | 20         | 3          | 5          | 12         | FACup+CdL       | -               | -               | -               | -               | -                  | -                  | -                  | -                  | -                  | -           | -           | -           | -           | -           | 20     | 3      | 5      | 12     | 15,00      | Sub., 20º   |
| 2014-2015           | Clyde               | SLT                 | 36         | 13         | 8          | 15         | CS+CdL          | 4+1             | 2+0             | 0+0             | 2+1             | -                  | -                  | -                  | -                  | -                  | -           | -           | -           | -           | -           | 41     | 15     | 8      | 18     | 36,59      | 6º          |
| 2015-2016           | Clyde               | SLT                 | 36+4       | 17+3       | 6          | 13+1       | CS+CdL          | 2+1             | 0+0             | 0+0             | 2+1             | -                  | -                  | -                  | -                  | -                  | -           | -           | -           | -           | -           | 43     | 20     | 6      | 17     | 46,51      | 3º          |
| 2016-feb. 2017      | Clyde               | SLT                 | 23         | 7          | 5          | 11         | CS+CdL          | 7+4             | 3+1             | 2+1             | 2+2             | -                  | -                  | -                  | -                  | -                  | -           | -           | -           | -           | -           | 34     | 11     | 8      | 15     | 32,35      | Eson.       |
| Totale Clyde        | Totale Clyde        | Totale Clyde        | 99         | 40         | 19         | 40         |                 | 19              | 6               | 3               | 10              |                    | -                  | -                  | -                  | -                  |             | -           | -           | -           | -           | 118    | 46     | 22     | 50     | 38,98      |             |
| ott. 2018-2019      | Kelty Hearts        | LFL                 | 28         | 16         | 6          | 6          | SCC             | -               | -               | -               | -               | -                  | -                  | -                  | -                  | -                  | -           | -           | -           | -           | -           | 28     | 16     | 6      | 6      | 57,14      | Sub., 3º    |
| 2019-2020           | Kelty Hearts        | LFL                 | 25         | 22         | 2          | 1          | SCC             | 3               | 1               | 2               | 0               | -                  | -                  | -                  | -                  | -                  | -           | -           | -           | -           | -           | 28     | 23     | 4      | 1      | 82,14      | 1º          |
| 2020-2021           | Kelty Hearts        | LFL                 | 13+4       | 12+4       | 0          | 1          | CdL             | 2               | 1               | 0               | 1               | -                  | -                  | -                  | -                  | -                  | -           | -           | -           | -           | -           | 19     | 17     | 0      | 2      | 89,47      | 1º (prom.)  |
| Totale Kelty Hearts | Totale Kelty Hearts | Totale Kelty Hearts | 70         | 54         | 8          | 8          |                 | 5               | 2               | 2               | 1               |                    | -                  | -                  | -                  | -                  |             | -           | -           | -           | -           | 75     | 56     | 10     | 9      | 74,67      |             |
| 2021-feb. 2022      | Alloa Athletic      | SLO                 | 25         | 6          | 7          | 12         | CS+CdL          | 4+4             | 2+1             | 0+1             | 2+2             | -                  | -                  | -                  | -                  | -                  | -           | -           | -           | -           | -           | 33     | 9      | 8      | 16     | 27,27      | Eson.       |
| feb.-giu. 2025      | Rangers             | SP                  | 6+5        | 3+2        | 1+3        | 2+0        | CS+CdL          | -               | -               | -               | -               | UCL+UEL            | 0+4                | 0+1                | 0+1                | 0+2                | -           | -           | -           | -           | -           | 15     | 6      | 5      | 4      | 40,00      | Sub. 2º     |
| Totale carriera     | Totale carriera     | Totale carriera     | 225        | 108        | 43         | 74         |                 | 32              | 11              | 6               | 15              |                    | 4                  | 1                  | 1                  | 2                  |             | -           | -           | -           | -           | 261    | 120    | 50     | 91     | 45,98      |             |

## Palmarès

### Giocatore

#### Club
- Campionato scozzese: 7

Rangers: 1995-1996, 1996-1997, 1998-1999, 1999-2000, 2002-2003, 2004-2005, 2008-2009.
- Coppa di Scozia: 7

Rangers: 1995-1996, 1998-1999, 1999-2000, 2001-2002, 2002-2003, 2007-2008, 2008-2009.
- Coppa di Lega scozzese: 6

Rangers: 1996-1997, 1998-1999, 2001-2002, 2002-2003, 2004-2005, 2008-2009.
- Coppa di Lega inglese: 1

Birmingham City: 2010-2011

#### Individuale
- Miglior giovane dell'anno della SPFA: 1

1998-1999
- Giocatore dell'anno della SPFA: 1

2003
- Giocatore dell'anno della SFWA: 1

2003